# King Cobra (film, 2016)
Pour les articles homonymes, voir King Cobra (homonymie).
Pour plus de détails, voir Fiche technique et Distribution.
King Cobra est un film biographique américain écrit et réalisé par Justin Kelly, sorti en 2016.
Il s'agit d'une adaptation du livre intitulé Cobra Killer d'Andrew E. Stoner et Peter A. Conway, racontant la vie de Brent Corrigan ainsi que le meurtre de Bryan Kocis, en 2007, fondateur et producteur de la société de production Cobra Video pour des films pornographiques gay, qui avait découvert l'acteur.

## Synopsis
Stephen est un réalisateur de films pornographiques gay et propriétaire du studio de cinéma Cobra Video. Un jour, il découvre sa nouvelle vedette porno, Sean Paul Lockhart plus connue sous son pseudonyme, Brent Corrigan. Le producteur et sa nouvelle star sont les cibles d'une société de production rival, Viper Boyz, et de son ancienne escorte qui veulent que Corrigan travaille pour eux.

## Fiche technique
- Titre original : King Cobra
- Réalisation : Justin Kelly
- Scénario : Justin Kelly, d'après une histoire écrite par lui-même et D. Madison Savage basée sur Cobra Killer d'Andrew E. Stoner et Peter A. Conway[2]
- Direction artistique : Anastasia White
- Décors : Bianca Del Castillo
- Costumes : Matthew Simonelli
- Photographie : Benjamin Loeb
- Montage : Joshua Raymond Lee
- Musique : Tim Kvasnosky
- Production : Jordan Yale Levine[1] ; James Franco, Vince Jolivette, Scott Levenson et Shaun S. Sanghani (coproducteurs)
- Sociétés de production : Yale Productions[1] ; RabbitBandini Productions et SSS Entertainment (coproductions)
- Sociétés de distribution : IFC Midnight (États-Unis)
- Pays d’origine :  États-Unis
- Langue originale : anglais
- Format : couleur
- Genre : biographie
- Durée : 91 minutes
- Dates de sortie :
  - États-Unis : 16 avril 2016 (Festival du film de Tribeca) ; 21 octobre 2016 (nationale)
  - France : 22 février 2017 (Netflix)

## Distribution
- Garrett Clayton : Sean Paul Lockhart/Brent Corrigan
- Christian Slater : Stephen
- James Franco : Joe
- Molly Ringwald : Amy
- Alicia Silverstone : Janette
- Keegan Allen : Harlow
- Sean Grandillo : Caleb
- Spencer Lofranco : Mikey
- Edward Crawford : Tyson
- Keith Leonard : Détective Bradwell
- Joseph Baird : Blake Savage

## Production

### Développement
King Cobra est produit par Jordan Yale Levine de la société Yale Productions, aux côtés des producteurs Scott Levenson, Vince Jolivette et James Franco pour Rabbit Bandini Productions et Shaun S. Sanghani pour SSS Entertainment.
En réponse à la proposition de James Franco, Brent Corrigan refuse de faire partie du film, en tant que consultant et/ou acteur, et s'explique sur Facebook : « J’ai choisi de mettre en œuvre mes propres plans afin de sortir mon livre au lieu de participer à la présentation qu’un autre ferait d’événements que j’ai personnellement vécus comme jeune adulte. La nouvelle année sera passionnante ! Le livre est presque fini. Malgré le temps qui passe, les souvenirs sont toujours très présents et vivaces en moi. J’attends avec impatience de raconter enfin mon histoire, du début à la fin en passant par le milieu ».

## Accueil

### Festival et sortie
Le film est sélectionné dans la catégorie « Midnight » et projeté au Festival du film de Tribeca en avril 2016. Il sort le 21 octobre 2016 dans les salles obscures aux États-Unis, ainsi que sur internet.

## Distinctions et sélections

### Nominations
- Festival du film de Tribeca 2016 : sélection « Midnight »[1]